# ファビアン・ビーリンスキー
ファビアン・ビーリンスキー（Fabián Bielinsky、1959年2月3日 - 2006年6月29日）は、アルゼンチンの映画監督である。ブエノスアイレス生まれ。

## 略歴
高校生のときから映画製作をはじめ、映画学校で学ぶ。
2000年に初監督作品『NINE QUEENS/華麗なる詐欺師たち』（原題：Nueve Reinas）を発表。2005年にスリラー映画"El Aura"を発表して高い評価を得たが、2006年6月29日、サンパウロにて心臓発作のため死去した。47歳であった。

## 監督作品
- La Espera (1983) 短編
- NINE QUEENS/華麗なる詐欺師たち（英語版） Nueve Reinas (2000)
- El Aura (2005)